# La Catedral
La Catedral – więzienie z widokiem na miasto Medellín w Kolumbii. 
Więzienie zostało wybudowane na specjalne życzenie bossa Kartelu z Medellin Pabla Escobara na podstawie umowy z rządem Kolumbii, w której Escobar poddał się i obiecał odsiedzieć maksymalnie 5 lat, zaś władze odstąpią od ekstradycji go do USA. Oprócz wyboru firmy budującej, Escobar miał także prawo do wyboru strażników i wierzył, że wybrał ludzi lojalnych tylko jemu. Ponadto uważa się, że więzienie zostało zaprojektowane tak, by strzec Escobara przed wrogami, niż zatrzymać go w nim.
Gotowe więzienie często zwano także „Hotel Escobar” lub „Klub Medellín”, ponieważ było w nim wiele udogodnień. W La Catedral było boisko do piłki nożnej, gigantyczny dom dla lalek, bar, jacuzzi i wodospad. Escobar miał także teleskop, by móc patrzeć na Medellín, i rezydencję córki, gdy rozmawiał z nią przez telefon.
PBS donosiła, że rząd Kolumbii przymykał oko na kontynuowanie przez Escobara handlu narkotykami, jednak ich układ rozpadł się, kiedy wyszło na jaw, że Escobar miał zabić na terenie swego więzienia czterech swoich zastępców. Rząd Kolumbii zadecydował przenieść Escobara do normalnego więzienia, ale on odmówił. W lipcu 1992 roku po odbyciu 13 miesięcy kary, Escobar uciekł z La Catedral. Chociaż więzienie było otoczone przez armię kolumbijską, mówi się, że Escobar po prostu wyszedł przez tylną bramę. Po tym powołano specjalną 600-osobową jednostkę nazwaną Search Bloc dowodzoną przez pułkownika Hugo Martineza. Szkoliła ją amerykańska Delta Force.
Escobar został zabity rok później 2 grudnia 1993 przez członków Search Bloc.
W 2007 roku La Catedral zostało przekształcone w klasztor.